# Marisa Berenson
Vittoria Marisa Schiaparelli Berenson (New York, 15 febbraio 1947) è una supermodella e attrice statunitense.

## Biografia
È la figlia maggiore del diplomatico americano Robert L. Berenson, ebreo di origine lituana, il cui cognome di famiglia era Valvrojenski. Sua madre è la contessa Maria Luisa Yvonne Radha de Wendt de Kerlor (figlia della stilista Elsa Schiaparelli), meglio conosciuta come Gogo Schiaparelli, con origini italiane, svizzere, francesi ed egiziane. Il nonno materno (marito della stilista Elsa) era il conte Wilhelm de Wendt de Kerlor, teosofo e medium.
È anche la pronipote di Giovanni Schiaparelli (1835-1910), astronomo italiano, conosciuto anche per la scoperta dei quelli che furono creduti i cosiddetti canali di Marte, ed è la bisnipote del grande storico dell'arte Bernard Berenson (1865-1959), la cui sorella, Senda Berenson (1868-1954), atleta e educatrice, fu una delle prime due donne a essere iscritte nella Basketball Hall of Fame.
Sua sorella minore, Berinthia "Berry" Berenson, modella, attrice e fotografa, è rimasta vittima dell'attentato dell'11 settembre 2001 al World Trade Center.
Iniziò la carriera di modella in Europa e a New York negli anni sessanta apparendo diverse volte su Vogue. In un'ntervista concessa al The New York Times, dichiaro di essere stata «una delle modelle più pagate al mondo». Apparve sulla copertina del numero di luglio 1970 di Vogue e sulla copertina del Time del 15 dicembre 1975. Dopo essere apparsa in un episodio della serie televisiva Coronet Blue nel 1967, era stata scelta per interpretare Evelyne Nicholson nel film Slogan uscito nel 1969, parte che fu invece poi affidata a Jane Birkin, occasione che le fece incontrare Serge Gainsbourg, con il quale stabilì una lunga relazione. 
Inizia poi la carriera cinematografica nel 1971 con il film Morte a Venezia di Luchino Visconti, e la prosegue nel 1972, recitando in Cabaret, con la candidatura al Golden Globe, ma verrà ricordata soprattutto l'interpretazione di Lady Lyndon in Barry Lyndon (1975) di Stanley Kubrick.

## Vita privata
Ha sposato in prime nozze Jim Randall (1976-1978); dal matrimonio nacque una figlia. In seconde nozze ha sposato Aaron Richard Golub (1982-1987).

## Filmografia

### Cinema
- Morte a Venezia, regia di Luchino Visconti (1971)
- Cabaret, regia di Bob Fosse (1972)
- Un modo di essere donna, regia di Pier Ludovico Pavoni (1973)
- Barry Lyndon, regia di Stanley Kubrick (1975)
- Casanova & Company (Casanova & Co.), regia di Franz Antel (1977)
- Killer Fish - L'agguato sul fondo, regia di Antonio Margheriti (1979)
- S.O.B., regia di Blake Edwards (1981)
- La tête dans le sac, regia di Gérard Lauzier (1984)
- L'arbalete, regia di Sergio Gobbi (1984)
- The Secret Diary of Sigmund Freud, regia di Daniel Mann (1984)
- Flagrant désir, regia di Claude Faraldo (1986)
- Via Montenapoleone, regia di Carlo Vanzina (1986)
- Cacciatore bianco, cuore nero (White Hunter Black Heart), regia di Clint Eastwood (1990)
- Night of the Cyclone, regia di David Irving (1990)
- Il giardino dei ciliegi, regia di Antonello Aglioti (1992)
- Le Grand Blanc de Lambaréné, regia di Bassek Ba Kobhio (1995)
- Tonka, regia di Jean-Hugues Anglade (1997)
- Elles, regia di Luis Galvao Teles (1997)
- Riches, belles, etc., regia di Bunny Godillot (1998)
- Retour à la vie, regia di Pascal Baeumler (2000)
- The Photographer, regia di Alessandro Capone (2000)
- Delitto in prima serata (Primetime Murder), regia di Alessandro Capone (2000)
- Lisa, regia di Pierre Grimblat (2001)
- Lonesome, regia di Elke Rosthal (2001)
- People, regia di Fabien Onteniente (2004)
- Finché nozze non ci separino (Le plus beau jour de ma vie), regia di Julie Lipinshi (2004)
- Colour Me Kubrick: A True...ish Story, regia di Brian W. Cook (2005)
- 24 mesures, regia Jalil Lespert (2007)
- Vote and Die: Liszt for President, regia Mark Mitchell (2008)
- Io sono l'amore, regia Luca Guadagnino (2009)
- Cinéman, regia Yann Moix (2009)
- The Disciple, regia di Emilio Ruiz Barrachina (2010)
- Matrimoni e altri disastri, regia Nina Di Majo (2010)
- HH, Hitler à Hollywood, regia Frédéric Sojcher (2010)
- Gigola, regia Laure Charpentier (2010)
- Opium, regia Arielle Dombasle (2013)
- Colpo d'amore (The Love Punch), regia di Joel Hopkins (2013)
- Broken Poet, regia di Emilio Ruiz Barrachina (2020)
- Dogman, regia di Luc Besson (2023)

### Televisione
- Coronet Blue – serie TV, 1 episodio (1967)
- Tourist, regia di Jeremy Summers – film TV (1980)
- Fania (Playing for Time), regia di Daniel Mann e Joseph Sargent – film TV (1980)
- Bel ami, regia di Pierre Cardinal – miniserie TV (1983)
- Un giustiziere a New York (The Equalizer) – serie TV, 1 episodio (1985)
- Peccati (Sins), regia di Douglas Hickox – miniserie TV (1986)
- Casalingo Superpiù (Who's the Boss?) – serie TV, 1 episodio (1986)
- ABC Afterschool Specials – serie TV, 1 episodio (1986)
- Lo scialo, regia di Franco Rossi – miniserie TV (1987)
- Hemingway, regia di Bernhard Sinkel – miniserie TV (1988)
- Guerra di spie, regia di Duccio Tessari – miniserie TV (1988)
- Oceano, regia di Ruggero Deodato – miniserie TV (1989)
- Uno smeraldo per non morire (Passez une bonne nuit), regia di Jeannot Szwarc – film TV (1990)
- Sangue blu (Blaues Blut) – serie TV, 1 episodio (1990)
- Chillers – serie TV, 1 episodio (1990)
- L'enfant des loups, regia di Philippe Monnier – film TV (1991)
- Hollywood Detective – serie TV, 1 episodio (1991)
- Ti ho adottato per simpatia, regia di Paolo Fondato – film TV (1991)
- La signora in giallo (Murder, She Wrote) – serie TV, episodio 8x11 (1992)
- L'affare Notorius (Notorious), regia di Colin Bucksey – film TV (1992)
- Il commissario Maigret (Maigret) – serie TV, 1 episodio (1996)
- Het verdriet van België, regia di Claude Goretta – miniserie TV (1995)
- Maintenant et pour toujours, regia di Joël Santoni e Daniel Vigne – film TV (1998)
- Ama il tuo nemico 2, regia di Damiano Damiani – film TV (2001)
- Commissaire Valence – serie TV, 1 episodio (2004)
- Il mistero di Julie (Julie, chevalier de Maupin), regia di Charlotte Brandstrom – miniserie TV (2004)
- Vénus & Apollon – serie TV, 1 episodio (2005)
- Alice Nevers - Professione giudice (Le juge est une femme) – serie TV, 1 episodio (2005)
- Mafiosa – serie TV (2006)
- Mystère, regia di Didier Albert – miniserie TV (2007)
- Il peccato e la vergogna, regia di Luigi Parisi e Alessio Inturri – miniserie TV (2010)
- Caldo criminale, regia di Eros Puglielli – film TV (2010)
- Benjamin Lebel - Delitti D.O.C. (Le Sang de la vigne) – serie TV, episodio 2x01 (2011)
- Mongeville – serie TV (2020)

## Doppiatrici italiane
Nelle versioni in italiano dei suoi film, Marisa Berenson è stata doppiata da:
- Maria Pia Di Meo in Via Montenapoleone, Il peccato e la vergogna, Caldo criminale
- Vittoria Febbi in Cabaret, Peccati
- Serena Verdirosi in S.O.B., Fania
- Fabrizia Castagnoli in La signora in giallo, Sangue blu
- Aurora Cancian in Il mistero di Julie, Mystère
- Solvi Stübing in Barry Lindon
- Rita Savagnone in Killer Fish - L'agguato sul fondo
- Vanna Busoni in Oceano
- Caterina Rochira in Finché nozze non ci separino
- Giuppy Izzo in Il commissario Maigret